# Evropský výzkumný prostor

Evropský výzkumný prostor logo

Evropský výzkumný prostor (anglicky European Research Area, ERA) vyhlásila Evropská komise v roce 2000 jako projekt, který chce sjednotit a propojit vědecké instituce a výzkum v Evropě a odstranit překážky pro volných pohyb vědců. Cílem je posílení vědeckého výzkumu a technologického rozvoje a konkurenceschopnosti ve světě a větší možnosti kolektivně reagovat na společenské výzvy současnosti.
ERA umožňuje volný pohyb vědců a znalostí, efektivní národní systémy pro vědu a posílení mezinárodní spolupráce. Evropská komise proto investuje do ERA svými tzv. "rámcovými programy" pro výzkum. 
Koncepce ERA byla oficiálně spuštěna sdělením Evropské komise v lednu roku 2000 s názvem: Na cestě k Evropskému výzkumnému prostoru (Towards a European Research Area). 
V roce 2018 nastal proces revitalizace a v září 2020 vydala Evropská komise sdělení s názvem Nový Evropský výzkumný prostor (A New European Research Area).